# Ekibastuz Qalasy
Ekibastuz Qalasy är ett distrikt i Kazakstan.   Det ligger i oblystet Pavlodar, i den nordöstra delen av landet, 280 km öster om huvudstaden Astana.